# 鄭宏 (景泰進士)
鄭宏（1423年—？），字克寬，廣西桂林府臨桂縣人，軍籍，明朝政治人物。進士出身。

## 生平
廣西鄉試第二十二名。景泰二年（1451年）辛未科會試第五十二名，殿試登進士第二甲第二十五名。

## 家族
曾祖鄭仲新，曾任本縣學訓導。祖父鄭廣淵。父亲鄭廷璽。